# Lugtløs kamille
Lugtløs kamille (Tripleurospermum perforatum) er en 20-60 cm høj urt, der i Danmark er almindelig på lysåben jord. Den har siden oldtiden været anvendt som lægeplante. Lugtløs Kamille ligner Strand-Kamille, men har brodspidsede bladafsnit og er uden forveddet stængel ved basis.

## Beskrivelse
Lugtløs kamille er en én- eller toårig plante med opret vækst og en forgrenet stængel. Bladene sidder spredt, og de er 3-dobbelt fjersnitdelte med trådformede småblade, der hver især ender i en lille tornagtig spids (brod). Stængler og løv er lysegrønne.
Blomstringen sker i juni-november, og blomsterne er samlet i endestillede kurve, der har rørformede, gule skiveblomster og tungeformede, hvide randkroner. Kurvebunden er hvælvet og fyldt med porøst svampevæv. Frugterne er nødder uden fnok.
Rodnettet består af et tæt netværk af trævlede siderødder.
Højde x bredde og årlig tilvækst: 0,50 x 0,30 m (50 x 30 cm/år).

## Voksested
Lugtløs Kamille findes i hele Europa og Asien. Desuden er den naturaliseret i New Zealand og Nordamerika. Den er egentlig en pionerplante, som har bredt sig langs vejgrøfter og på gødede marker og ruderater, hvor den optræder som ukrudt.
I Danmark er den meget almindelig i hele landet.

## Anvendelse
Den indeholder antiseptisk virkende olier, og har sammen med andre kamillearter været anvendt siden oldtiden, bl.a. mod ringorm, hævelser og øjensmerter. Desuden er den en farveplante, der giver gul farve.